# Urbano Zea (Basketballspieler)
Urbano Zea Salcido (* 6. August 1941 in Ciudad Juárez; † 30. März 2022 in El Paso, Texas, Vereinigte Staaten) war ein mexikanischer Basketballspieler.

## Biografie
Urbano Zea belegte mit der mexikanischen Nationalmannschaft bei den Olympischen Sommerspielen 1960 in Rom den 12. Platz. Darüber hinaus nahm er mit dieser an der Weltmeisterschaft 1963 sowie den Panamerikanischen Spielen 1959 und 1963 teil. Bei den Zentralamerika- und Karibikspielen 1962 in Kingston gewann er mit der Nationalmannschaft die Bronzemedaille.
Sein Sohn war der Schwimmer Urbano Zea Raynal.